# Эль-Кусейр
Эль-Кусейр, ранее — Косейр (Эль-Косейр) (араб. القصير‎ — «небольшая крепость») — египетский город на берегу Красного моря.
Находится в 130 км к югу от Хургады и в 130 км к северу от Марса-Алама.

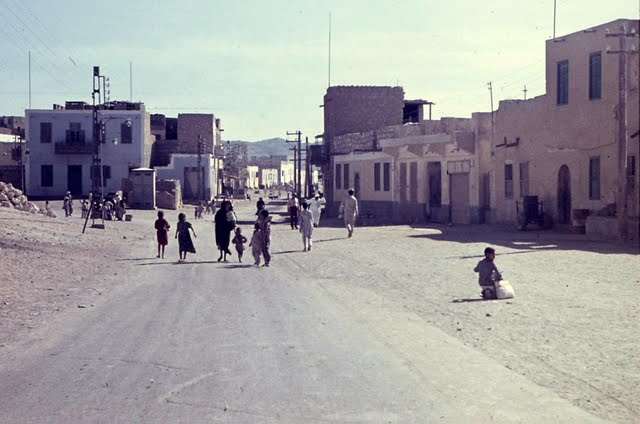
Эль-Кусейр, в старом городе

## История
Ещё при египетском фараоне Ментухотепе IV (1983-1976 годах до нашей эры) на этом месте был основан город Джаау, который вошел в XVI ном. Джаау был важным древнеегипетским портом. В частности, из него отправляли морские экспедиции в страну Пунт. Корабли для особо крупных экспедиций изготавливали в Фивах, и тащили в Джаау волоком, через Вади-Хаммамат.
В эллинистический период здесь стоял город Левкос Лимен (Белая гавань). В III веке до н.э. Птолемеями здесь был основан город Миос Хормос, ставший одним из крупнейших портов на красноморском побережье, вплоть до IV века нашей эры, когда он начал приходить в упадок. Здесь  В 1999 году в ходе раскопок в «Старом Кусейре» были обнаружены папирусы, рассказывающие об истории Кусейра в римскую и средневековую эпохи.
В исламский период Эль-Кусейр получил своё современное название. К приходу ислама этот город начал приходить в запустение, однако при Мамлюках Кусейр стал использоваться для отправки паломников в Хиджаз — и город снова расцвёл.
Во времена французской оккупации в Кусейре находился один из центров борьбы за свободу.
Сейчас Эль-Кусейр набирает популярность курорта.

## Достопримечательности
В Кусейре находятся остатки римского порта, в котором было найдено множество амфор и керамических изделий. Также в городе можно увидеть османский форт Селима и мечеть Аль-Фарран.